# Fàbrica Torras
La fàbrica Torras era un recinte industrial de Granollers, actualment desaparegut. Només se'n conserven dues xemeneies emmig de l'actual Rambla de Josep Tarradellas, catalogades com a elements singulars (tipus VI) en el Pla Especial de Protecció del Patrimoni Arquitectònic i Arqueològic de Granollers.

## Història
Aquesta fàbrica, juntament amb la Roca Umbert i ca l'Isidre Comas, va ser un dels màxims exponents de la indústria tèxtil a la ciutat. Va ser fundada el 1878 pels germans Pau i Francesc Torras i Serra, originaris de Lliçà d'Amunt, a la plaça de la Corona. El 1880 van projectar la construcció d'una «quadra» amb més capacitat al costat de la carretera de Granollers a Mataró (actual carrer de Josep Umbert), a tocar de l'antiga estació de ferrocarril, la qual cosa els facilitava l'arribada i sortida de mercaderies. El despatx era al carrer de Sant Pere Més Alt, 6 de Barcelona.
A la mort de Pau i Francesc, els seus hereus van dividir la fàbrica en dues raons socials diferents: Fills de Frederic Torras (Francesc i Paulí Torras i Villà, que van llogar la seva part a Josep Umbert i Companyia, empresa en la qual participaren com a socis) i Vídua de Joan Torras.
El 1944, es va constituir la societat anònima Industrial Torras, que disposava a  Granollers de les seccions de teixidura, tint, blanqueig, acabats i manteniment, a més d'una filatura a Guardiola de Berguedà, i hi fabricava sarges, setens i teixits a quadres, entre d'altres productes. L'empresa va seguir creixent durant els anys 1950, però a la dècada següent van patir la crisi del sector i van haver de tancar el 1968.
El 1988, es va donar permís per a construir-hi blocs d’habitatges, l'estació d’autobusos i s'amplià el parc Torras Villà, inaugurat el 1974.